# 557 Violetta
557 Violetta eller 1905 PY är en asteroid i huvudbältet, som upptäcktes 26 januari 1905 av den tyske astronomen Max Wolf i Heidelberg. Den är uppkallad efter karaktären Violetta Valéry i operan La traviata av Francesco Maria Piave.
Asteroiden har en diameter på ungefär 22 kilometer.